# 2 Be Loved (Am I Ready)
2 Be Loved (Am I Ready) è un singolo della cantante statunitense Lizzo, pubblicato il 18 luglio 2022 come secondo estratto dal quarto album in studio Special.

## Promozione
Lizzo ha eseguito il brano per la prima volta dal vivo al Today Show il 15 luglio 2022. Il 28 agosto seguente l'artista ha eseguito il brano anche agli annuali MTV Video Music Awards.

## Video musicale
Il video, diretto dalla stessa interprete assieme a Christian Breslauer, rappresenta il seguito del videoclip di Truth Hurts del 2017 ed è stato reso disponibile il 15 agosto 2022.

## Classifiche

### Classifiche settimanali
| Classifica (2022-23) | Posizione massima |
| -------------------- | ----------------- |
| Australia            | 11                |
| Belgio (Fiandre)     | 23                |
| Belgio (Vallonia)    | 2                 |
| Canada               | 25                |
| Francia              | 36                |
| Irlanda              | 14                |
| Islanda              | 26                |
| Nuova Zelanda        | 27                |
| Regno Unito          | 16                |
| Stati Uniti          | 55                |
| Svezia               | 72                |

### Classifiche di fine anno
| Classifica (2022) | Posizione |
| ----------------- | --------- |
| Australia         | 99        |
| Belgio (Fiandre)  | 115       |
| Belgio (Vallonia) | 156       |
| Classifica (2023) | Posizione |
| Francia           | 111       |